# 麻將漫畫
麻將漫畫指的是以麻將為題材的漫畫作品。

## 概要
1969年，角田次朗在發表的絕版作品為麻將漫畫的始祖。1971年，北野英明的（阿佐田哲也的同名作品）為首部連載的麻將漫畫。

## 列表
- 1969年，發表。
- 1971年，開始連載。
- 1975年，竹書房創刊。
- 2006年，開始連載，至今（2022年）尚未完结。
- 2006年，開始連載
- 2019年，《麻雀放浪记2020》开始连载，有同名电影。
- 2020年，《不让我鸣牌的上家桑》开始连载，于第30话完结。
- 2020年，《天才麻将少年（咲-Saki- re:KING’S TILE DRAW）》开始连载。